# Paul Roethig
Oskar Moritz Paul Roethig, auch Paul Röthig (* 24. April 1874 in Berlin; † 4. April 1940 ebenda) war ein deutscher Neurologe, Neuroanatom und Charlottenburger Kommunalpolitiker.

## Leben
Seine Eltern waren der Mathematiklehrer Johann Wilhelm Oscar Roethig (1833–1903) und Friederike Joaneth Marie Hayn. Roethig studierte Medizin in Freiburg und Berlin, wo er am 28. Januar 1898 promovierte. Nach der Promotion war Roethig am Anatomisch-biologischen Institut der Berliner Universität bei Oskar Hertwig, Hermann Munk und Hans Virchow tätig. Er arbeitete auch in Frankfurt a. M. als Abteilungsleiter bei Ludwig Edinger (1908), in Amsterdam bei Ariëns Kappers und in der Zoologischen Station der Schwedischen Akademie der Wissenschaften Kristineberg bei Fiskebäckskil (1909). 1914 wurde er Assistent von Wilhelm von Waldeyer und Leiter der Hirnanatomischen Abteilung.
Von 1914 bis 1916 nahm er am Ersten Weltkrieg als freiwilliger, landsturmpflichtiger Arzt in Feldlazaretten in Frankreich teil.
1919 wurde er zum besoldeten Stadtrat gewählt und 1931 als Kommunalbeamter endgültig pensioniert. 
1918 wurde Roethig zum Titularprofessor ernannt. 1930 wurde er Honorarprofessor für vergleichende Hirnforschung an der Berliner Universität. Am 7. April 1933 wurde ihm aufgrund des Gesetzes zur Wiederherstellung des Berufsbeamtentums die Lehrbefugnis entzogen. Rudolf Fick erreichte, dass Roethig sein Ruhegehalt behalten durfte. Kurz danach, auf Initiative von Hermann Stieve, dem Nachfolger von Prof. Fick, verlor Roethig 1938 sein Arbeitszimmer. Er bekam einen Nervenzusammenbruch und starb in einer Nervenheilanstalt.

## Wissenschaftliche Leistungen
Roethig beschäftigte sich vorwiegend mit der vergleichenden Neuroanatomie der niedrigen Wirbeltiere. 1904 publizierte er das Handbuch der embryologischen Technik. Seine letzte große Arbeit über das Gehirn der Gymnophionen ist nicht publiziert worden.

## Werke
- Über Linsenregeneration. Berlin: G. Schade, 1898
- Ueber den Bau der Ganglienzelle. Medizinische Woche 50 (2), S. 511–515, 1900
- Handbuch der embryologischen Technik. Wiesbaden: Bergmann, 1904
- Entwicklung der elastischen Fasern. Zeitschrift für Anatomie und Entwicklungsgeschichte 17, S. 300–336, 1909
- Riechbahnen, Septum und Thalamus bei Didelphys marsupialis. Abhandlungen der Senckenbergischen Naturforschenden Gesellschaft 31, S. 1–19, 1910
- Beiträge zum Studium des Zentralnervensystems der Wirbeltiere. III. Zur Phylogenese des Hypothalamus. Folia neurobiologica 5, S. 913–927 1911.
- Zellanordnungen und Faserzüge im Vorderhirn von Siren lacertina. Abhandlungen der Königlich Preussischen Akademie der Wissenschaften, 1911
- Beiträge zum Studium des Centralnervensystems der Wirbeltiere. 5. Die Zellanordnungen im Vorderhirn der Amphibien, mit besonderer Berücksichtigung der Septumkerne und ihr Vergleich mit den Verhältnissen bei Testudo und Lacerta., 1912
- Äther als Fixationsmittel.  Zeitschrift für wissenschaftliche Mikroskopie und für mikroskopische Technik 38, S. 339, 1921
- Beiträge zum Studium des Centralnervensystems der Wirbeltiere. 8. Über das Zwischenhirn der Amphibien. Archiv für mikroskopische Anatomie und Entwicklungsmechanik 98, S. 616–645, 1923 doi:10.1007/BF02108346
- Einige Erfahrungen mit technischen Methoden zur Untersuchung kleinerer Gehirne. Zeitschrift für mikroskopisch-anatomische Forschung 24, S. 399–411, 1931